# Heliconia imbricata
Heliconia imbricata ist eine Pflanzenart aus der Familie der Helikoniengewächse (Heliconiaceae). Sie ist im südlichen Mittelamerika heimisch.

## Beschreibung
Heliconia imbricata ist eine immergrüne, mehrjährige, krautige Pflanze, vegetativ ähnlich einer Bananenpflanze und mit einer Wuchshöhe von 3,5 bis 6 Meter. Je Spross finden sich drei bis vier grüne, gelegentlich kastanienrot überhauchte Blätter mit behaarten Stielen, deren Unterseite fein netzartig gemustert ist. Das je Spross längste Blatt ist dabei bis zu 230 Zentimeter lang und 50 Zentimeter breit.
Die Blütenstände stehen aufrecht, je Blütenstand finden sich zweizeilig dachziegelartig angeordnete Tragblätter.
Jeder Wickel besteht aus 20 bis 30 Blüten, die Blütenhülle ist am äußeren Ende grün, zum Ansatz hin weiß oder gelb. Die Kelchblätter sind kahl oder am Rand schwach rauhaarig.
Die Chromosomenzahl beträgt 2n = 24.

## Verbreitung
Heliconia imbricata ist von Costa Rica bis ins nordwestliche Kolumbien verbreitet.

## Systematik und Botanische Geschichte
Die Art wurde 1891 von Carl Ernst Otto Kuntze als Bihai imbricata erstbeschrieben, zu den Helikonien stellte sie 1893 John Gilbert Baker.